# Public Toilet
Pour plus de détails, voir Fiche technique et Distribution.
Public Toilet (화장실 어디예요?, Hwajangshil eodieyo? - littéralement « où sont les toilettes ? ») est un film sud-coréen, hongkongais et japonais réalisé par Fruit Chan, sorti en 2002. C'est le troisième opus d'une trilogie sur le thème de la prostitution, précédé par Durian Durian et Hollywood Hong-Kong.

## Synopsis
Dong Dong est né dans des toilettes publiques. Pour comprendre son passé, il explore ces lieux.

## Fiche technique
- Titre : Public Toilet
- Titre original : 화장실 어디예요? (Hwajangshil eodieyo?)
- Réalisation : Fruit Chan
- Scénario : Fruit Chan et Lam Kee-to
- Musique : Jo Sung-woo
- Photographie : Henry Chung, Huang Wen-yun et Lam Wah-chuen
- Montage : Fruit Chan
- Production : Fruit Chan, Cho Sung-kyu et Carrie Wong
- Société de production : Digital Nega et Nicetop Independent
- Pays de production :  Corée du Sud,  Hong Kong et  Japon
- Genre : Drame
- Durée : 102 minutes
- Date de sortie : 
  - Corée du Sud : 29 novembre 2002

## Distribution
- Tsuyoshi Abe : Dong Dong
- Ma Zhe : Tony
- Jang Hyuk : Kim
- Jo In-sung : Cho
- Kim Yang-hie : Ocean Girl
- Jo Kuk : Jo
- Sam Lee : Sam
- Oh Se-jeong
- Qin Hailu

## Distinctions
Le film film a reçu une mention spéciale dans le cadre du prix San Marco à la Mostra de Venise 2002.